# 1 Lekka Dywizja Kawalerii (Francja)
1 Lekka Dywizja Kawalerii – lekka dywizja kawalerii armii francuskiej w czasie II wojny światowej.
W trakcie kampanii francuskiej 1940 składała się z następujących jednostek:
- 2 Brygada Kawalerii
  - 1 Pułk Strzelców Konnych
  - 19 Pułk Dragonów
- 11 Lekka Brygada Zmechanizowana
  - 1 Pułk Samochodów Pancernych
  - 5 Pułk Dragonów Zmotoryzowanych
  - 1 Dywizyjny Szwadron Przeciwpancerny (12 działek ppanc. 25 mm)
  - 1 Dywizyjny Szwadron Warsztatowy
- 75 Pułk Artylerii
  - dywizjon armat 75 mm
  - dywizjon haubic 105 mm
  - 10 Bateria Przeciwpancerna 75 Pułku artylerii (4 działka 47 mm)
- Bateria Artylerii Przeciwlotniczej 711/409
- Kompania Saperów 46/1
- Mieszana Kompania Łączności 46/84
- Kompania Transportu Konnego 46/21
- Kompania Transportu Zmotoryzowanego 146/21
- Dywizyjna Grupa Kwatermistrzowska 46/22
- 46 Dywizyjna Grupa Medyczna
- Eskadra Obserwacyjna II/551